# Hermonassa nycticorax
Hermonassa nycticorax là một loài bướm đêm trong họ Noctuidae.